# Bătălia Eclipsei
Bătălia Eclipsei, cunoscută și sub denumirea de Bătălia de pe Halys, i-a opus pe mezi și pe lidieni la 28 mai 585 î.Hr. pe malurile fluviului Halys (Kızılırmak, în zilele noastre în Turcia). Această bătălie a încheiat războiul care i-a opus, timp de 5 ani, pe Alyattes al Lidiei și pe Cyaxares, regele mezilor. Bătălia s-a oprit ca urmare a unei eclipse totale de Soare. Această eclipsă a fost percepută ca o „prevestire” care indica faptul că zeii cereau încetarea luptei.

## Cauze
Războiul dintre lidieni și mezi s-au datorat intereselor lor contradictorii în Anatolia. Herodot, în „Istoriile” (1.73-1.74) sale, afirma că niște vânători sciți, angajați ai mezilor și revenind cu coada între picioare, au fost insultați de Cyaxares. Pentru a se răzbuna, vânătorii l-au ucis pe unul din fiii lui Cyaxares și l-au servit la masă mezilor. Apoi vânătorii au șters-o spre Sardes, capitala lidienilor. Cyaxares a cerut ca sciții să-i fie predați, însă Alyattes a refuzat. Mezii au invadat teritoriul lidienilor.

## Consecințe
Un acord de pace a fost încheiat. Una din clauzele acordului prevedea ca Aryenis, fiica lui Alyattes, să-l ia în căsătorie pe Astyage, fiul lui Cyaxares. Acordul prevedea, de asemenea, ca râul Halys să devină frontiera dintre cele două regate.

## Eclipsa
Potrivit lui Herodot, în Istorii (1.74):
„În al șaselea an, a avut loc o bătălie în cursul căreia, după ce a început lupta, ziua a devenit deodată noapte. Iar de această schimbare a zilei, Thales i-a prevenit pe ionieni. Lidienii și mezii, când au văzut că ziua se transformase în noapte, au încetat să se mai lupte și au hotărât să facă pace.”
Întrucât datele eclipselor pot să fie precis calculate, Bătălia Eclipsei este cea mai veche dată cunoscută cu o asemenea precizie. Potrivit NASA, vârful eclipsei era situat în Oceanul Atlantic, pe 37°54′N 46°12′W / 37.9°N 46.2°V, iar zona de umbră a atins sud-vestul anatolian în timpul serii. Râul Halys este situat în marja de eroare delta-T. Arhivat în 12 decembrie 2012, la Archive.is